# Parque Estadual Aguapeí
O Parque Estadual do Aguapeí está localizado no estado de São Paulo, Brasil. Foi criado pelo decreto 43.269 de 2 de julho de 1998 como forma de compensação pela construção da Usina Hidrelétrica Engenheiro Sérgio Motta. Abrange área dos municípios de Castilho, Nova Independência, Guaraçaí, São João do Pau d'Alho, Monte Castelo e Junqueirópolis, perfazendo uma área total de 9 043,97 ha. Abrange grandes extensões de várzeas do rio Aguapeí, que são alagadas periodicamente. É um dos últimos locais onde ainda é encontrado o cervo-do-pantanal no estado de São Paulo.

## História
A região dos rios Aguapeí e do Peixe constitui um complexo sistema de várzeas que desaguam no rio Paraná. Tais alagadiços se assemelham ao Pantanal, o que conferiu, à região, a denominação de "Pantaninho Paulista". A implantação dessa unidade de conservação se deu pela construção da Usina Hidrelétrica Engenheiro Sérgio Motta, que teve o início de suas obras no final da década de 1970, e que, após vários atrasos na construção, despertou, na população, uma preocupação com os prejuízos ambientais e socioeconômicos com a implantação dessa usina hidrelétrica. O nome do parque surgiu do rio que serpenteia dentro da área do parque.

## Caracterização

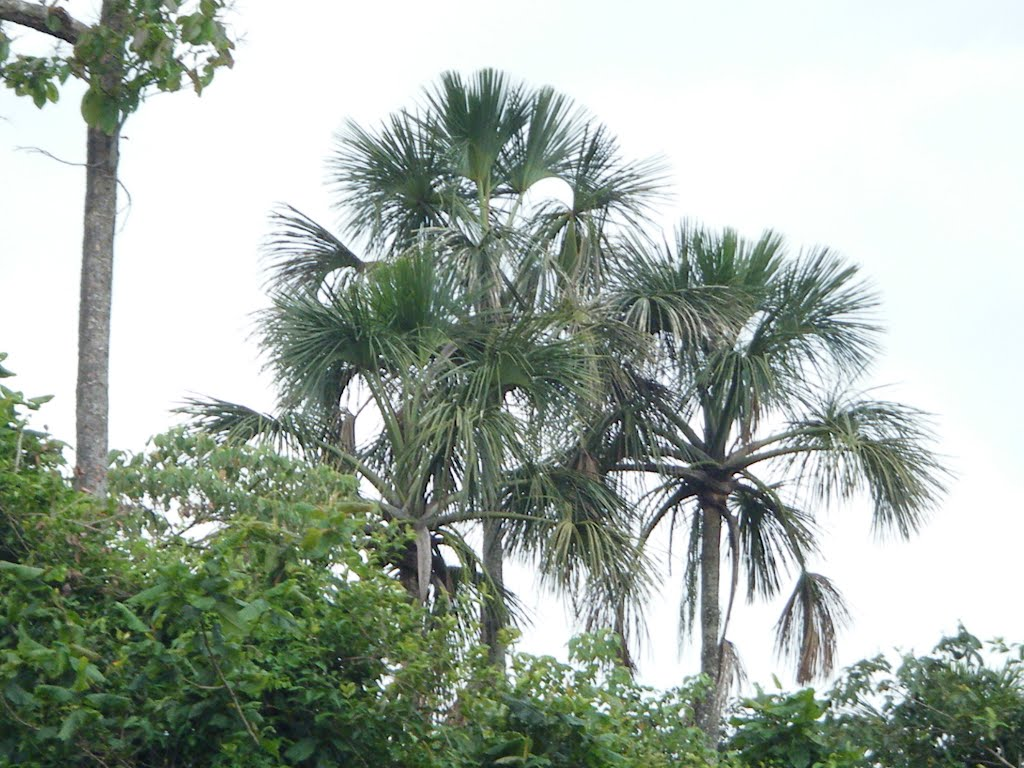
Buritizal no Parque Estadual do Aguapeí.

### Clima
O clima é o mesmo de grande parte do interior de São Paulo: clima tropical com estação seca (Aw), seguindo a classificação climática de Köppen-Geiger. A precipitação anual é de cerca de 1.250mm e temperatura média superior a 18 °C.

### Geologia
- Bacia do rio Paraná: depósitos sedimentares da Era Mesozóica e aluvionares da Era Cenozóica. Da base para o topo da coluna estratigráfica é o Grupo Bauru e os depósitos Cenozóicos[3].

### Hidrografia
- rio Aguapeí(UGRHI20): localizado em sua totalidade nessa bacia e sofre influencia de 6 tributários: córrego Independência e Córrego Volta Grande (Norte); ribeirão Taquaruçu, Nova Palmeira, do Galante e córrego Pau d'Alho (Sul)[3].

### Vegetação

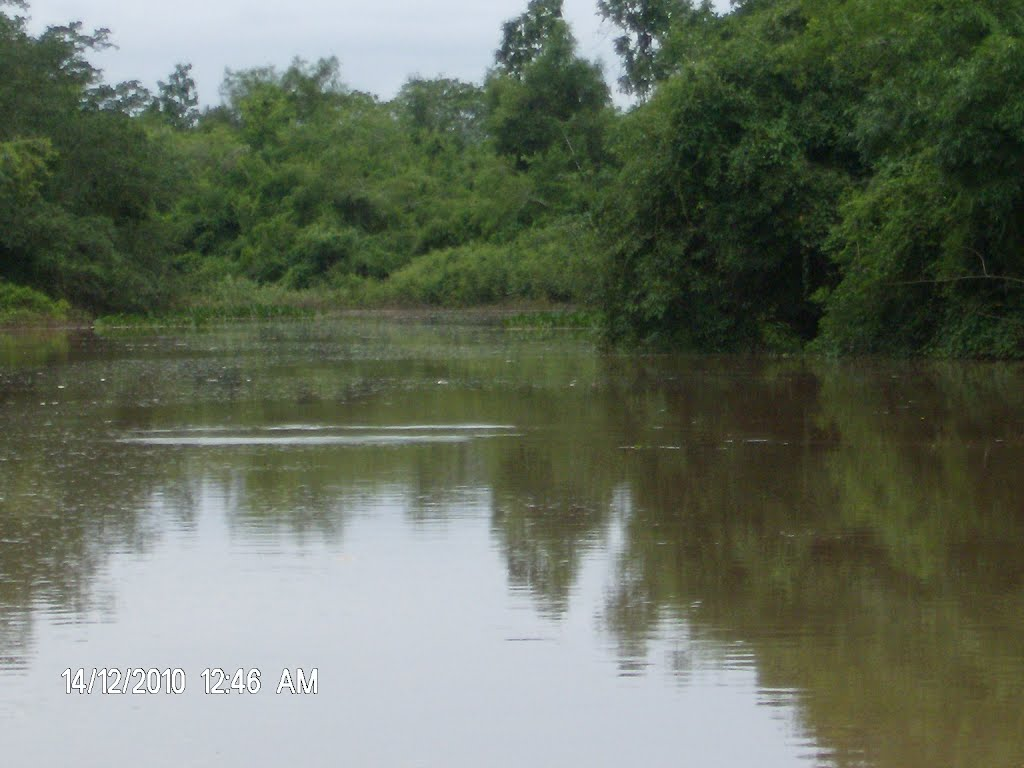
Vegetação ripícola (mata ciliar) às margens do rio Aguapeí.

O parque localiza-se na região Oeste do estado de São Paulo e está no domínio da Floresta Estacional Semidecidual (Floresta Atlântica do Alto Paraná), numa região que teve sua cobertura original bastante alterada. Ao redor da zona núcleo existem inúmeras pastagens, tal como canaviais e alguns fragmentos de floresta de 10 a 1000 hectares. A vegetação dentro da unidade é composta por matas ciliares inundáveis, tal como por floresta estacional semidecidual e alguns trechos de pastagens cultivadas. Foram registradas espécies como: peroba-comum, amendoim-bravo, guapuruvu, ipê-do-cerrado, ipê-felpudo.

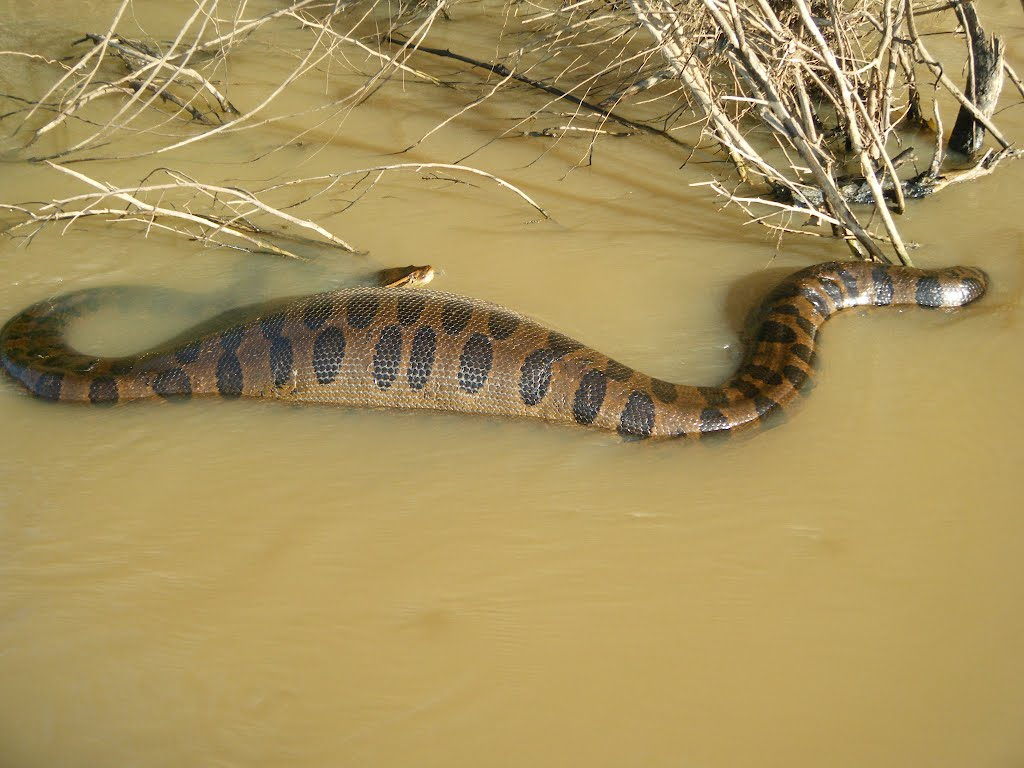
Sucuri fotografada no Parque Estadual. A fauna do parque se assemelha à fauna do Pantanal.

De acordo com o Plano de Manejo  foram descritas 5 fitofisionomias:

#### Floresta Estacional Semidecidual
Apresentam-se como fragmentos isolados, ou conectados a mata ciliar, fora das áreas de inundação, em estágios que vão do médio ao avançado de regeneração. Destacam-se 3 fragmentos dessa vegetação, dois conectados à mata ciliar e um isolado em meio às pastagens. 
Associada a essa vegetação está a floresta ripícola, que é uma denominação a todos os tipos associados ao ambiente ripícola (margem do rio). Essa vegetação se encontra principalmente nas várzeas.

#### Floresta Estacional Semidecidualem estágio inicial de recuperação
Áreas antes antropizadas, que foram abandonadas e agora passa por estágios de sucessão ecológica.

#### Vegetação Secundária daFloresta Estacional Semidecidual
Representa trechos qu foram alterados pelo homem, principalmente aqueles submetidos ao efeito de borda.

#### Formação Arbustiva deVárzea
Se localiza em áreas que são suscetíveis às inundações permanentes ou temporárias. A vegetação possuo porte baixo, com estrutura variável. Esta formação se distribui ao longo do parque, em meio às florestas ripícolas.

#### Vegetação de Macrófitas
Restritas às lagoas marginais, com grande diversidade de espécies.

## Fauna
| Nome científico         | Nome popular      | Categoria              |
| ----------------------- | ----------------- | ---------------------- |
| Blastocerus dichotomus  | cervo-do-pantanal | Criticamente em perigo |
| Ozotocerus bezoarticus  | veado-campeiro    | Criticamente em perigo |
| Mazama americana        | veado-mateiro     | Vulnerável             |
| Myrmecophaga tridactyla | tamanduá-bandeira | Vulnerável             |
| Tapirus terrestris      | anta              | Vulnerável             |
| Chrysocyon brachyurus   | lobo-guará        | Vulnerável             |
| Lycalopex vetulus       | raposinha         | Vulnerável             |
| Leopardus pardalis      | jaguatirica       | Vulnerável             |
| Puma concolor           | onça-parda        | Vulnerável             |
| Lutra longicaudis       | lontra            | Quase ameaçada         |
| Pecari tajacu           | caititu           | Quase ameaçada         |
| Cuniculus paca          | paca              | Quase ameaçada         |
| Dayprocta aguti         | cutia             | Quase ameaçada         |
| Chironectes minimus     | cuíca-d'água      | Quase ameaçada         |
| Cebus libidinosus       | macaco-prego      | Dados insuficientes    |
| Cabassous unicinctus    | tatu-de-rabo-mole | Dados insuficientes    |

A fauna do parque é muito semelhante a encontrada no Pantanal, principalmente a avifauna, como é o caso do jaburu, colhereiro, o cabeça-seca,o maguari, visto conservar grandes extensões da várzeas. Mas é a mastofauna que chama a atenção, principalmente por ser usada como um índice do grau de conservação do local, já que a ausência de grandes felinos e ungulados acarreta mudanças na integridade da cadeia alimentar e da diversidade do ambiente. A Tabela 1 mostra as espécies de mamíferos ameaçadas de extinção no estado de São Paulo que foram registradas no parque. 

### Conservação do Cervo-do-Pantanal

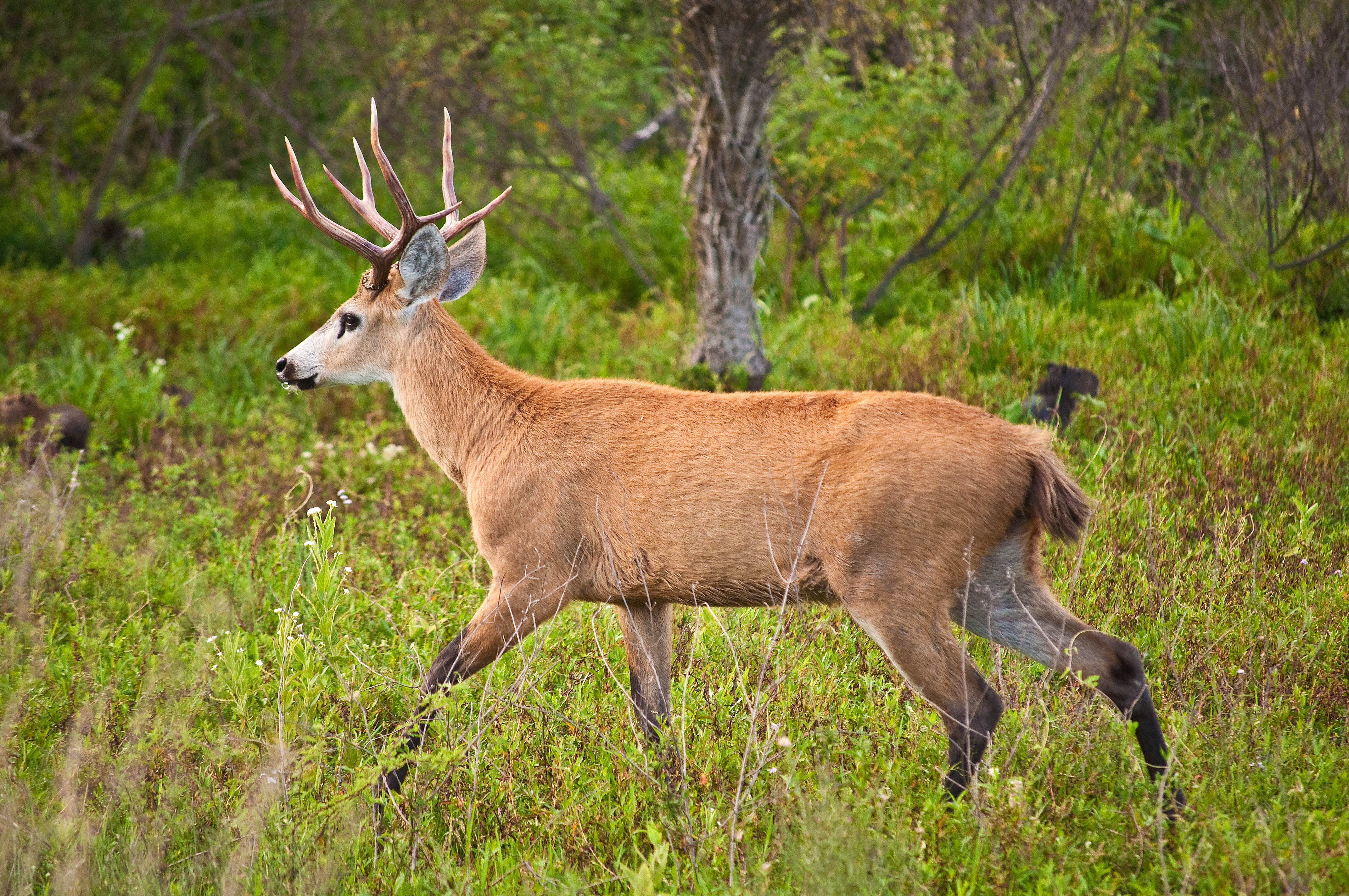
O Parque Estadual do Aguapeí é um dos últimos locais de São Paulo onde ainda vive o cervo-do-pantanal.

É a espécie símbolo do parque e é preocupante a situação dela, visto que sua área de distribuição está bastante reduzida, não só pela destruição de seu habitat, como por um forte pressão de caça e doenças introduzidas pelo gado doméstico. No estado de São Paulo, a situação é crítica, restando apenas duas populações nas bacias do rio Aguapeí e do Peixe, próximo a foz desses rios. É preponderante ações para a conservação dessa espécie no parque, visto que a espécie, antes encontrada no estado de São Paulo como um todo, com exceção da região leste e da Serra do Mar, hoje está praticamente restrito ao Parque Estadual do Aguapeí e ao Parque Estadual do rio do Peixe, e com suas populações declinando. Há projetos de reintrodução da espécie, mas poucos resultados animadores .
No Parque Estadual do Aguapeí, as populações sofrem com o isolamento, a pressão de caça e atividades agropecuárias, já que a proximidade com o gado doméstico expõe os cervos à doenças como a febre aftosa.